# إنجي يوهانسن
إنجي يوهانسن (بالنرويجية البوكمول: Inge Johansen)‏ هو مهندس نرويجي، ولد في 21 مايو 1928 في Gjerpen ‏ في النرويج، وتوفي في 5 ديسمبر 2018.